# Кубок Шпенглера 1944
Кубок Шпенглера 1944 — 20-й турнір Кубок Шпенглера, що проходив у швейцарському місті Давос в період з 29 грудня по 31 грудня 1944 року.
Результати:
29.12.1944  «Давос» —  Лозанна — 2:1
30.12.1944  Цюрих СК —  Лозанна — 1:3
31.12.1944  «Давос» —  Цюрих СК — 2:6
Підсумкова таблиця:
1. Цюрих СК
2. Лозанна
3. «Давос»